# Xysticus caperatoides
Xysticus caperatoides är en spindelart som beskrevs av Levy 1976. Xysticus caperatoides ingår i släktet Xysticus och familjen krabbspindlar.
Artens utbredningsområde är Israel. Inga underarter finns listade i Catalogue of Life.